# Máscara de Bronce
Máscara de Bronce (nacido el 21 de septiembre de 1998) es un luchador profesional, enmascarado que anteriormente estuvo en Lucha Libre AAA Worldwide (AAA). Su nombre real no es un asunto de interés público, como es a menudo el caso con los luchadores enmascarados en México, donde sus vidas privadas se mantienen en secreto para los fanáticos de la lucha.
Antes de octubre el año 2016 trabajó como el enmascarado Gotita de Plata siendo la primera mini-estrella y luego en la división de tamaño regular.

## Vida personal
Mientras que los luchadores enmascarados en México a menudo no revelan mucho sobre su vida personal, Máscara de Bronce ha confirmado que él es el hijo de Hidalgo, el hermano de luchadores Halcón Negro y Halcón Suicida, así como el primo de Pequeño Ángel y la luchadora Chica Dinamita.

## Carrera

### Lucha Libre AAA Worldwide (2016-2020)
El 28 de octubre de 2016, Gotita de Plata debutó con un nuevo nombre, "Máscara de Bronce" con una nueva máscara y el traje de cuerpo completo. Se asoció con Aero Star y Venum, pero perdiendo a Super Fly, La Parka Negra y Dave The Clown.
El 27 de mayo, Bronce ganó una oportunidad por el Megacampeonato de AAA en un duelo denominado "La Oportunidad de Oro" junto con Venum y Raptor, donde estuvieron en juego cuatro contratos por diferentes oportunidades.
El 4 de junio en Verano de Escándalo venció a Hernández en una lucha de mano a mano, ya que él estaba ausentado.
El 26 de agosto en Triplemanía XXV, Máscara de Bronce junto con Dinastía, Estrella Divina & Big Mami fueron derrotados ante Hernández, La Hiedra, Mini Psycho Clown & Mamba en una lucha de Relevos Atómicos de Locura. Mas tardé aparece en plena lucha titular entré El Texano Jr., Johnny Mundo y El Hijo del Fantasma interviniendo a Kevin Kross y Hernandéz.
El 4 de septiembre, Bronce tuvo una oportunidad por el Campeonato Global de GFW ante Eli Drake en él que retuvo su título.
El 10 de julio de 2020, Bronce anunció su salida de la empresa a través de las redes sociales.